# Oscar 1979
Cea de-a 52-a ediție a Premiilor Academiei Americane de Film și Științe (cunoscută și prin acronimul AMPAS) a avut loc în ziua de 14 aprilie 1980 la Dorothy Chandler Pavilion din Los Angeles, California.
Omul de televiziune Johnny Carson a fost prezentatorul (sau gazda) serii, glumind pe întreaga durată a desfășurării ceremoniei, pe seama președintelui american Jimmy Carter, care, conform glumei perpetuate în varii moduri, ar fi lucrat intens la „eliberarea ceremoniilor”, o clară referire la en  Criza ostaticilor din Iran.

## Multiple nominalizări și premii
| Următoarele filme au avut multiple nominalizări: - 9 nominalizări: All That Jazz și Kramer versus Kramer - 8 nominalizări: Apocalypse Now - 5 nominalizări: Breaking Away - 4 nominalizări: The China Syndrome, Norma Rae și The Rose - 3 nominalizări: 1941 (film din 1978), La Cage aux Folles și Star Trek: The Motion Picture - 2 nominalizări: ''10 (film din 1978), Alien, ...And Justice for All, Being There, The Black Hole, The Black Stallion, A Little Romance, Manhattan (film din 1978), The Muppet Movie și Starting Over | The following films received multiple awards. - 5 premii Oscar: Kramer vs. Kramer - 4 premii Oscar:: All That Jazz - 2 premii Oscar:: Apocalypse Now și Norma Rae |

## Premiile Academiei Americane de Film

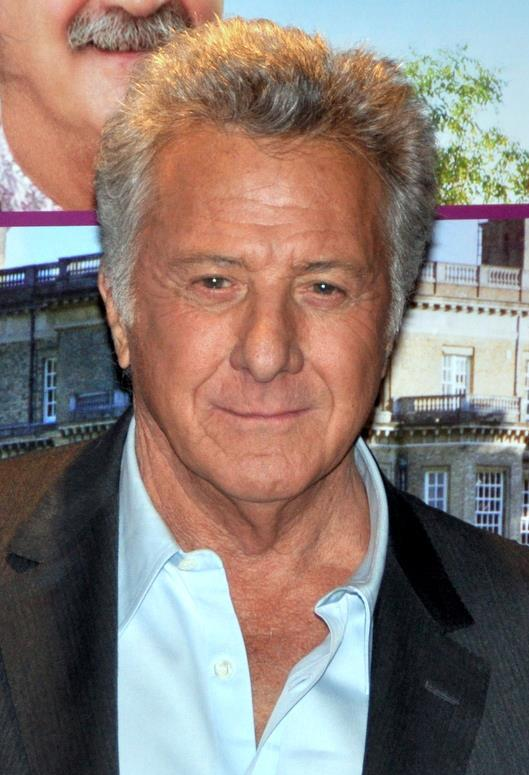
Dustin Hoffman, Cel mai bun actor

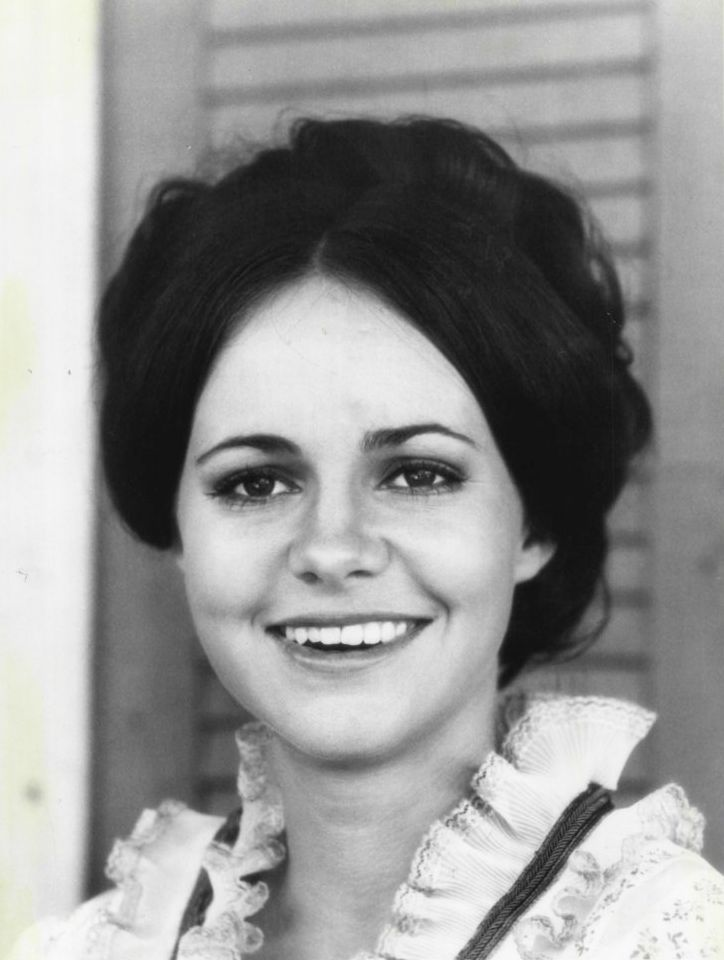
Sally Field, Cea mai bună actriță

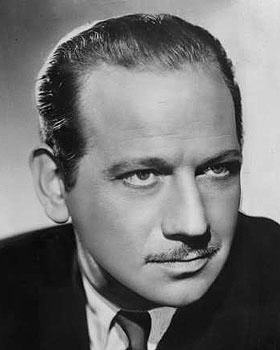
Melvyn Douglas, Cel mai bun actor într-un rol secundar

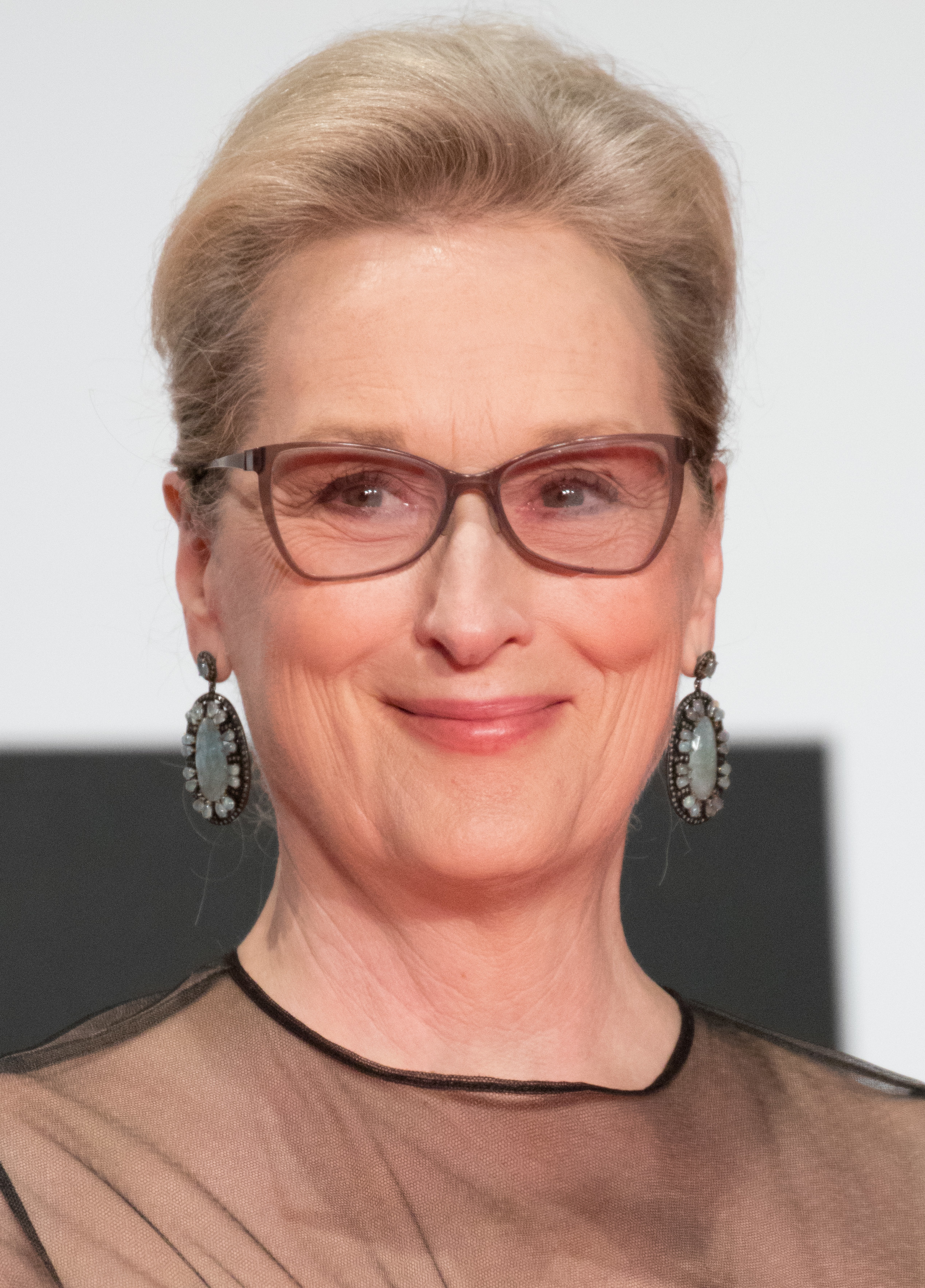
Meryl Streep, Cea mai bună actriță într-un rol secundar

Câștigătorii sunt primii listați, numele lor fiind îngroșate (în boldface) 
 și indicate cu un dublu „semn stilet” (double dagger) — ().
| Cel mai bun film | Cel mai bun regizor |
| --- | --- |
| - Kramer vs. Kramer – Stanley R. Jaffe, producător - All That Jazz – Robert Alan Aurthur, producător (nominalizare postumă) - Apocalypse Now – Francis Coppola, producător; Fred Roos, Gray Frederickson și Tom Sternberg, co-producători - Breaking Away – Peter Yates, producător - Norma Rae – Tamara Asseyev și Alex Rose, producători | - Robert Benton – Kramer vs. Kramer - Bob Fosse – All That Jazz - Francis Coppola – Apocalypse Now - Peter Yates – Breaking Away - Édouard Molinaro – La Cage aux Folles |
| Cel mai bun actor | Cea mai bună actriță |
| - Dustin Hoffman – Kramer vs. Kramer în rolul Ted Kramer - Jack Lemmon – The China Syndrome în rolul Jack Godell - Al Pacino – ...And Justice for All în rolul Arthur Kirkland - Roy Scheider – All That Jazz în rolul Joseph "Joe" Gideon - Peter Sellers – Being There în rolul Chance                                                   | - Sally Field – Norma Rae în rolul Norma Rae Webster - Jill Clayburgh – Starting Over în rolul Marilyn Holmberg - Jane Fonda – The China Syndrome în rolul Kimberly Wells - Marsha Mason – Chapter Two în rolul Jennie MacLaine - Bette Midler – The Rose în rolul Mary Rose Foster |
| Cel mai bun actor în rol secundar | Cea mai bună actriță în rol secundar |
| - Melvyn Douglas – Being There în rolul Ben Rand - Robert Duvall – Apocalypse Now în rolul Locotenent colonelul William "Bill" Kilgore - Frederic Forrest – The Rose în rolul Huston Dyer - Justin Henry – Kramer vs. Kramer în rolul Billy Kramer - Mickey Rooney – The Black Stallion în rolul Henry Dailey                              | - Meryl Streep – Kramer vs. Kramer în rolul Joanna Kramer - Jane Alexander – Kramer vs. Kramer în rolul Margaret Phelps - Barbara Barrie – Breaking Away în rolul Evelyn Stoller - Candice Bergen – Starting Over în rolul Jessica Potter - Mariel Hemingway – Manhattan în rolul Tracy |
| Cel mai bun scenariu original | Cel mai bun scenariu adaptat |
| - Breaking Away – Steve Tesich - All That Jazz – Robert Alan Aurthur (nominalizare postumă) și Bob Fosse - ...And Justice for All – Valerie Curtin și Barry Levinson - The China Syndrome – Mike Gray, T. S. Cook și James Bridges - Manhattan – Woody Allen și Marshall Brickman                                                          | - Kramer vs. Kramer – Robert Benton, scenariu bazat pe romanul lui Avery Corman - Apocalypse Now – Francis Coppola și John Milius, scenariu bazat pe romanul Heart of Darkness de Joseph Conrad - La Cage aux Folles – Francis Veber, Édouard Molinaro, Marcello Danon și Jean Poiret, scenariu bazat piesa de teatru de Jean Poiret - A Little Romance – Allan Burns scenariu bazat pe romanul E=MC2 mon amour de Patrick Cauvin - Norma Rae – Irving Ravetch și Harriet Frank Jr., scenariu bazat pe cartea Crystal Lee, a Woman of Inheritance de Hank Leiferman |
| Cel mai bun film străin | Cele mai bune efecte vizuale |
| - Toba de tinichea ( RFG) - Domnișoarele din Wilko ( Polonia) - Mama Turns 100 ( Spania) - A Simple Story ( Franța) - To Forget Venice ( Italia) | - Alien – H. R. Giger, Carlo Rambaldi, Brian Johnson, Nick Allder and Dennis Ayling - 1941 – Gregory Jein, William A. Fraker și A. D. Flowers - The Black Hole – Peter Ellenshaw, Art Cruickshank, Eustace Lycett, Danny Lee, Harrison Ellenshaw și Joe Hale - Moonraker – Derek Meddings, Paul Wilson și John Evans - Star Trek: The Motion Picture – Douglas Trumbull, John Dykstra, Richard Yuricich, Robert Swarthe, Dave Stewart și Grant McCune |
| Cel mai bun film documentar | Cel mai bun film documentar de scurt metraj |
| - Best Boy – Ira Wohl - Generation on the Wind – David A. Vassar - Going the Distance – Paul Cowan și Jacques Bobet - The Killing Ground – Steve Singer și Tom Priestley - The War at Home – Glenn Silber și Barry Alexander Brown | - Paul Robeson: Tribute to an Artist – Saul J. Turell - Dae – Risto Teofilovski - Koryo Celadon – Donald A. Connolly și James R. Messenger - Nails – Phillip Borsos - Remember Me – Dick Young |
| Cel mai bun film scurt | Cel mai bun film scurt de animație |
| - Board and Care – Sarah Pillsbury și Ron Ellis - Bravery in the Field – Roman Kroitor și Stefan Wodoslawsky - Oh Brother, My Brother – Carol Lowell și Ross Lowell - The Solar Film – Saul Bass și Michael Britton - Solly's Diner – Harry Mathias, Jay Zukerman și Larry Hankin                                                          | - Every Child – Derek Lamb - Dream Doll – Bob Godfrey - It's So Nice to Have a Wolf Around the House – Paul Fierlinger |
| Cea mai bună coloană sonoră | Cel mai bun cântec original și adaptarea sa sau cea mai bună coloană sonoră adaptată |
| - A Little Romance – Georges Delerue - 10 – Henry Mancini - The Amityville Horror – Lalo Schifrin - The Champ – Dave Grusin - Star Trek: The Motion Picture – Jerry Goldsmith | - All That Jazz – Ralph Burns - Breaking Away – Patrick Williams - The Muppet Movie – Songs by Paul Williams și Kenny Ascher; Adaptarea lui Paul Williams |

## Prezentatori
Lista de mai jos, prezintă în ordine cronologică, prezentatorii premiilor sau muzicienii care au interpretat numere muzicale. 
| Nume                             | Rol                                                                       |
| -------------------------------- | ------------------------------------------------------------------------- |
| Hank Simms                       | Prezentator al Premiilor Academiei Americane de Film, ediția a 52-a, 1979 |
| Fay Kanin (președintele AMPAS)   | Cuvânt de introducere și prezentarea invitaților                          |
| Patrick Wayne                    | A explicat publicului modul de nominalizare și votare                     |
| Cloris Leachman Jack Lemmon      | Prezentatorii premiului pentru Cea mai bună actriță în rol secundar       |
| Ann Miller Mickey Rooney         | Prezentatorii premiului pentru Cele mai bune decoruri                     |
| Dolly Parton Ben Vereen          | Prezentatorii Premiilor muzicale                                          |
| Douglas Fairbanks Jr.            | Prezentatorul premiului en Jean Hersholt Humanitarian Award               |
| Robert Hays Kristy McNichol      | Prezentatorii premiului pentru Cele mai bune costume                      |
| Farrah Fawcett Harold Russell    | Prezentatorii premiului pentru Cele mai bune efecte vizuale               |
| Persis Khambatta William Shatner | Prezentatorii premiilor filmelor documentare                              |
| Lauren Hutton Telly Savalas      | Prezentatorii filmelor de scurt metraj                                    |
| Richard Gere                     | Prezentatorul acordării en Medal of Commendation                          |
| Ann-Margret Jack Valenti         | Prezentatorii premiului pentru Cel mai bun film străin                    |
| Sally Kellerman Rod Steiger      | Prezentatorii premiului pentru Cea mai bună coloană sonoră                |
| Kirk Douglas                     | Prezentatorul premiului en Irving G. Thalberg Memorial Award              |
| Jamie Lee Curtis George Hamilton | Prezentatorii premiului pentru Cea mai bună imagine                       |
| Gene Kelly Olivia Newton-John    | Prezentatorii premiului en Cel mai bun cântec original                    |
| Bo Derek Christopher Reeve       | Prezentatorii premiului pentru Cel mai bun montaj                         |
| Walter Matthau Liza Minnelli     | Prezentatorii premiului pentru Cel mai bun actor într-un rol secundar     |
| Dustin Hoffman                   | Prezentatorul Premiului de onoare acordat lui Alec Guinness               |
| Goldie Hawn Steven Spielberg     | Prezentatorii premiului pentru Cel mai bun regizor                        |
| Neil Simon                       | Prezentatorul premiilor acordate scenariilor                              |
| Walter Mirisch                   | Prezentatorul Premiului de onoare acordat lui Hal Elias                   |
| Jane Fonda                       | Prezentatoarea premiului acordat Celui mai bun actor                      |
| Richard Dreyfuss                 | Prezentatorul premiului acordat Celei mai bune actrițe                    |
| Charlton Heston                  | Prezentatorul premiului pentru Cel mai bun film                           |

## Alte articole
- A 37-a ediție a Premiilor Globul de Aur
- 1979 în film
- Lista ceremoniilor acordării Academy Awards
- A 22-a ediție a Premiilor Grammy
- Premiile Emmy (a 31-a ediție)
- Premiile Emmy (a 32-a ediție)
- Premiile BAFTA
- Premiile Tony